# Liste der Einträge im National Register of Historic Places im Burnett County

Lage des Burnett County in Wisconsin

Die Liste der Registered Historic Places im Burnett County in Wisconsin führt alle Bauwerke und historischen Stätten im Burnett County auf, die in das National Register of Historic Places aufgenommen wurden.

## Aktuelle Einträge
| [ 2 ] | Name                                        | Bild                                        | Eintragsdatum               | Lage                                                     | Ort                     | Beschreibung |
| ----- | ------------------------------------------- | ------------------------------------------- | --------------------------- | -------------------------------------------------------- | ----------------------- | --- |
| 1     | Altern Site                                 |                                             | 1980 ID-Nr. 80000391        | Adresse nicht veröffentlicht                             | Hertel                  | Gruppe gut erhaltener Mounds aus der Woodland-Periode                                                                                        |
| 2     | Burnett County Abstract Company             | Burnett County Abstract Company             | 1980 ID-Nr. 80000109        | 214 North Oak Street 45° 46′ 40″ N, 92° 41′ 1″ W         | Grantsburg              | 1907 errichtetes Gebäude der Burnett County Abstract Company                                                                                 |
| 3     | Daniels Town Hall                           | Daniels Town Hall                           | 2006 ID-Nr. 06001154        | 9602 WI 70 45° 46′ 8″ N, 92° 28′ 40″ W                   | Town of Daniels         | 1886 als lutherische Kirche schwedischer Einwanderer errichtet; seit 1893 Town Hall der Town of Daniels                                      |
| 4     | Ebert Mound Group (47Bt28)                  |                                             | 1982 ID-Nr. 82000639        | Adresse nicht veröffentlicht                             | Yellow Lake             | |
| 5     | Fickle Site (47BT25)                        |                                             | 1990 ID-Nr. 89002310        | Adresse nicht veröffentlicht                             | Siren                   | |
| 6     | Jacobson House and Mill Site                |                                             | 1980 ID-Nr. 80000110        | County Road M 45° 43′ 36,5″ N, 92° 33′ 51,4″ W           | Town of Wood River      | 1873 errichtete Mühle und Wohnhaus |
| 7     | Northwest and XY Company Trading Post Sites | Northwest and XY Company Trading Post Sites | 1974 ID-Nr. 74000059        | County Road U 45° 56′ 21,5″ N, 92° 25′ 17,8″ W           | Webster                 | Stelle, an der von 1802 bis 1805 zwei Posten konkurrierender Pelzhandelsfirmen lagen; heute im Forts Folle Avoine Historical Park nachgebaut |
| 8     | Sandrock Cliffs                             | Sandrock Cliffs                             | 1. Mai 1990 ID-Nr. 90000632 | Ostufer des St. Croix River 45° 47′ 37″ N, 92° 46′ 11″ W | westlich von Grantsburg | Felsformationen aus Sandstein am Ufer des St. Croix River                                                                                    |
| 9     | Yellow River Swamp Site 47-Bt-36            |                                             | 1985 ID-Nr. 85000405        | Adresse nicht veröffentlicht                             | Webster                 | |